# Cellana vitiensis
Cellana vitiensis is een slakkensoort uit de familie van de Nacellidae. De wetenschappelijke naam van de soort is voor het eerst geldig gepubliceerd in 1973 door Powell.